# Mya pseudoarenaria
Mya pseudoarenaria is een tweekleppigensoort uit de familie van de Myidae. De wetenschappelijke naam van de soort is voor het eerst geldig gepubliceerd in 1931 door Schlesch.